# Mike Joyce

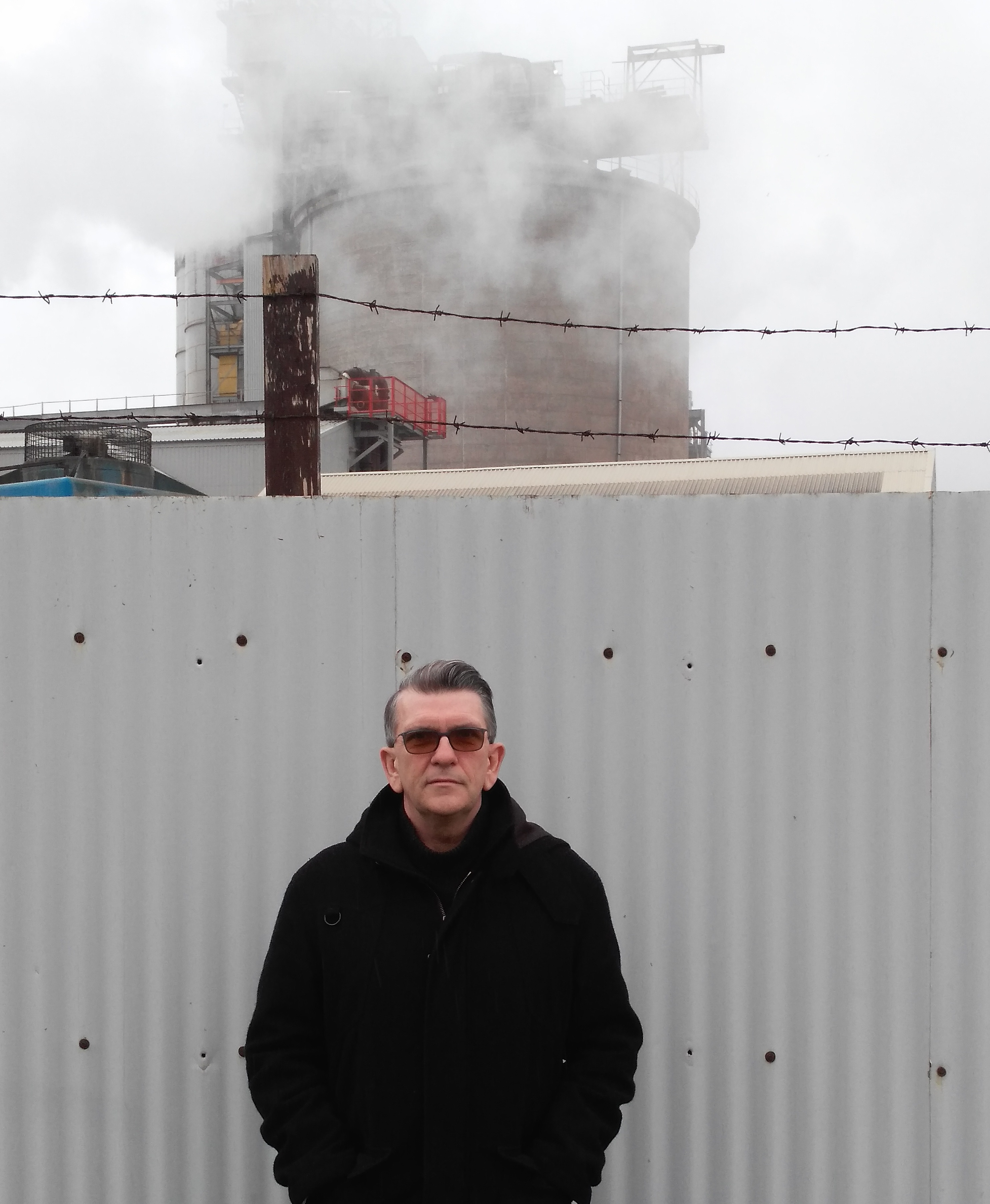
Mike Joyce, 2017

Mike Joyce (* 1. Juni 1963 in Chorlton-on-Medlock, Manchester) ist ein britischer Musiker. Er war von 1982 bis 1987 Schlagzeuger der Rockband The Smiths. Zuvor spielte Joyce bei der Punkband The Hoax und der irischen Band Victim. 
Nach dem Ende der Smiths begleitete er deren Sänger Morrissey zunächst bei dessen Solokarriere sowie Sinéad O’Connor. Er war 1989 Mitglied der Buzzcocks, spielte 1991 für Julian Cope und bis 1992 bei Public Image Ltd. 1999 war er einer der Gründer von Aziz, mit denen er das Album Middle Road aufnahm. Joyce spielt heute Schlagzeug in mehreren Bands, 2008 etwa bei Autokat. Derzeit moderiert er eine Radiosendung und ist DJ in Clubs.

## Filmografie
- Inside the Smiths, DVD, 2007